# Епархия Мпанды
Епархия Мпанды (лат. Dioecesis Bundana) — епархия Римско-Католической Церкви с центром в городе Мпанда, Танзания. Входит в митрополию Таборы. Кафедральным собором епархии является церковь Непорочного Зачатия Пресвятой Девы Марии.

## История
23 октября 2000 года Римский папа Иоанн Павел II учредил епархию Мпанды, выделив её из епархии Сумбаванги.

## Ординарии
- епископ Уильям Паскаль Кикоти (23.10.2000 — 28.08.2012);
- епископ Джервес Джон Мвасиквабхила Ньайсонга (17.02.2014 — 21.12.2018), назначен архиепископом Мбеи[1];
- епископ Эусебиус Альфред Нзигилва (с 13 мая 2020 года).

## Источник
- Annuario Pontificio, Libreria Editrice Vaticana, Città del Vaticano, 2003, ISBN 88-209-7422-3